# Gibbsit
Gibbsit, auch unter dem Synonym Hydragillit bzw. Hydrargillit bekannt, ist ein eher selten vorkommendes Mineral aus der Mineralklasse der „Oxide und Hydroxide“. Es kristallisiert im monoklinen Kristallsystem mit der chemischen Zusammensetzung γ-Al(OH)3, ist also ein Aluminiumhydroxid.
Gibbsit entwickelt nur kleine, tafelige oder durch Verzwillingung pseudohexagonale Kristalle bis etwa drei Zentimeter Größe. Meist findet er sich in Form blättriger, schuppiger, traubiger oder erdiger Mineral-Aggregate sowie krustiger Überzüge. Unverletzte Kristalloberflächen weisen einen glasähnlichen Glanz auf, Spaltflächen schimmern dagegen eher perlmuttartig und krustig-erdige Aggregate sind matt. In reiner Form ist Gibbsit farblos und durchsichtig. Durch vielfache Lichtbrechung aufgrund von Gitterbaufehlern oder polykristalliner Ausbildung kann er aber auch weiß erscheinen und durch Fremdbeimengungen eine graue, grünliche oder bläuliche Farbe annehmen, wobei die Transparenz entsprechend abnimmt.
Mit einer Mohshärte von 2,5 bis 3,5 gehört Gibbsit zu den weichen bis mittelharten Mineralen, die sich ähnlich wie das Referenzmineral Calcit (3) noch mit einer Kupfermünze oder wie Fluorit (4) leicht mit einem Taschenmesser ritzen lassen.
Aufgrund seiner Ähnlichkeit in Form und Farbe kann Gibbsit mit Chalcedon, Hemimorphit, Smithsonit und Wavellit verwechselt werden. Allerdings sind alle genannten Minerale härter als Gibbsit.

## Etymologie und Geschichte

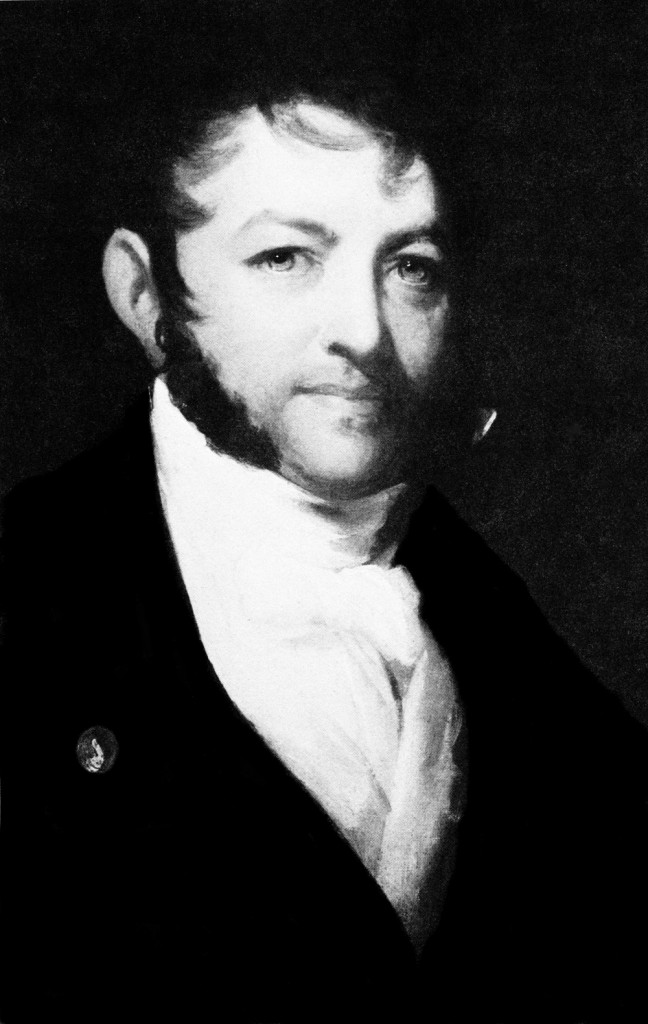
George Gibbs (1777–1833)

Erstmals entdeckt wurde Gibbsit bei Richmond im Berkshire County des US-Bundesstaates Massachusetts und beschrieben 1822 durch John Torrey, der das Mineral nach General George Gibbs (1776–1833) benannte, einem US-amerikanischen Mineraliensammler, dessen Mineraliensammlung im 19. Jahrhundert von der Yale University aufgekauft wurde.
Das Synonym Hydra(r)gillit ist eine Zusammensetzung aus den altgriechischen Worten ὕδωρ [hydōr] für Wasser und ἄργιλλος [árgillos] für weißer Ton oder Töpfererde.

## Klassifikation
Bereits in der veralteten 8. Auflage der Mineralsystematik nach Strunz gehörte der Gibbsit zur Mineralklasse der „Oxide und Hydroxide“ und dort zur Abteilung der „Hydroxide“, wo er zusammen mit Bayerit die „Gibbsit-Bayerit-Gruppe“ mit der System-Nr. IV/F.02 und den weiteren Mitgliedern Nordstrandit und Scarbroit bildete.
Im zuletzt 2018 überarbeiteten und aktualisierten Lapis-Mineralienverzeichnis nach Stefan Weiß, das sich im Aufbau noch nach dieser alten Form der Systematik von Karl Hugo Strunz richtet, erhielt das Mineral die System- und Mineral-Nr. IV/F.02-010. In der „Lapis-Systematik“ entspricht dies der präzisierten Abteilung „Hydroxide und oxidische Hydrate (wasserhaltige Oxide mit Schichtstruktur)“, wo Gibbsit zusammen mit Bayerit, Doyleit und Nordstrandit die unbenannte Gruppe IV/F.02 bildet.
Auch die von der International Mineralogical Association (IMA) zuletzt 2009 aktualisierte 9. Auflage der Strunz’schen Mineralsystematik ordnet den Gibbsit in die Abteilung der „Hydroxide (ohne V oder U)“ ein. Diese ist allerdings weiter unterteilt nach der zusätzlichen Anwesenheit von H2O und der Kristallstruktur, so dass das Mineral entsprechend seiner Zusammensetzung und seinem Aufbau in der Unterabteilung „Hydroxide mit OH, ohne H2O; Lagen kantenverknüpfter Oktaeder“ zu finden ist, wo es ebenfalls zusammen mit Bayerit, Doyleit und Nordstrandit die „Gibbsitgruppe“ mit der System-Nr. 4.FE.10 bildet.
In der vorwiegend im englischen Sprachraum gebräuchlichen Systematik der Minerale nach Dana hat Gibbsit die System- und Mineralnummer 06.03.01.01. Dies entspricht ebenfalls der Klasse der „Oxide und Hydroxide“ und dort der Abteilung der „Hydroxide und hydroxyhaltige Oxide“. Hier ist er als einziges Mitglied in der unbenannten Gruppe 06.03.01 innerhalb der Unterabteilung „Hydroxide und hydroxyhaltige Oxide mit (OH)3- oder (OH)6-Gruppen“ zu finden.

## Kristallstruktur
Gibbsit kristallisiert monoklin in der Raumgruppe P21/n (Raumgruppen-Nr. 14, Stellung 2) mit den Gitterparametern a = 8,66 Å; b = 5,07 Å; c = 9,72 Å und β = 94,5° sowie 8 Formeleinheiten pro Elementarzelle.
Die Kristallstruktur von Gibbsit besteht aus Hydroxid-Doppelschichten parallel (100). In den Oktaederlücken dieser Schichten sind nach [001] Al3+-Ionen eingelagert. Zwischen den Doppelschichten wirken nur schwache Coulombsche und Van-der-Waals-Kräfte, was die Ursache für die leichte Spaltbarkeit nach [001] ist.

## Eigenschaften
Das Mineral hat einen starken tonhaltigen Geruch.
Beim Erhitzen auf über 100 °C verliert Gibbsit einen Teil seines Kristallwassers und wandelt sich in Diaspor (α-AlO(OH)) um. Weiteres Erhitzen auf etwa 300 °C treibt das restliche Kristallwasser aus.

## Modifikationen und Varietäten
Gibbsit ist eine von bisher vier bekannten Modifikationen des Aluminiumhydroxids. Die anderen drei sind Bayerit, Doyleit und Nordstrandit.

## Bildung und Fundorte

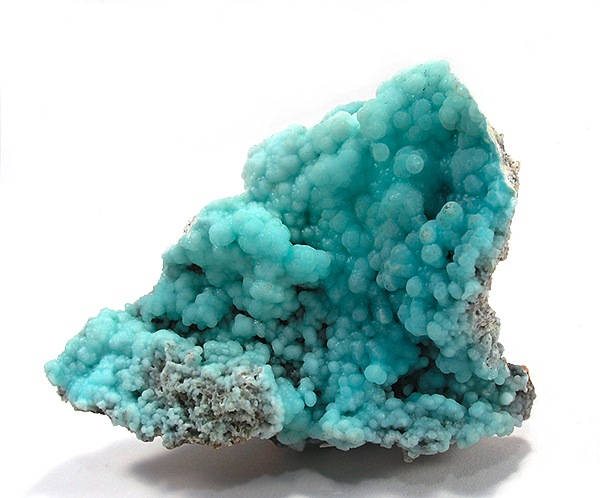
Bläulicher Gibbsit aus Baoshan (Yunnan), China (Größe: 6,1 cm × 4,3 cm × 1,6 cm)

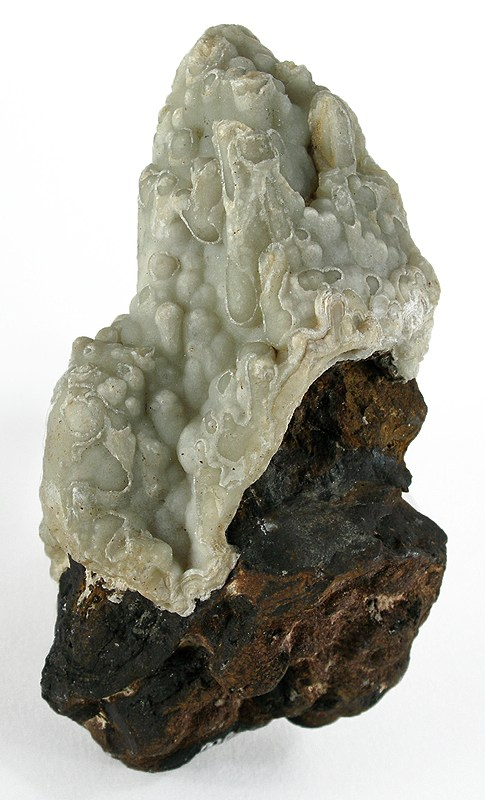
Weißer Gibbsit aus der Typlokalität Richmond, USA (Größe: 8,9 cm × 4,8 cm × 3,9 cm)

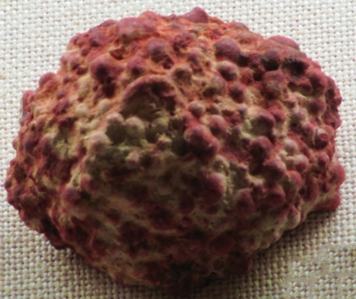
Bauxit-Exponat (Gibbsit und Diaspor), Fundort Guayana

Gibbsit ist ein Sekundärmineral, das sich als Umwandlungsprodukt entweder durch Oxidation oder Metamorphose in Hydrothermaladern aluminiumreicher Gesteine bildet. Zusammen mit Böhmit, Diaspor, Hämatit, Goethit, Kaolinit sowie geringen Anteilen Rutil und Anatas bildet Gibbsit die Gesteine Bauxit und Laterit.
Als eher seltene Mineralbildung kann Gibbsit an verschiedenen Fundorten zum Teil zwar reichlich vorhanden sein, insgesamt ist er aber wenig verbreitet. Weltweit sind bisher etwas mehr als 500 Vorkommen dokumentiert (Stand 2024). Neben seiner Typlokalität Richmond trat das Mineral in Massachusetts unter anderem noch im Stockbridge Valley und bei Lenox im Berkshire County auf. Des Weiteren konnte es in den Vereinigten Staaten von Amerika noch an vielen Orten in Alabama und Georgia sowie an einigen Stellen in Arizona, Arkansas, Colorado, Indiana, Kalifornien, Mississippi, Nevada, New Mexico, North Carolina, Oregon, Utah und Virginia gefunden werden.
Bekannt aufgrund außergewöhnlicher Gibbsitfunde ist unter anderem Slatoust im Ural in Russland, wo bis zu 10 cm große, tafelige Kristalle entdeckt wurden.
In Deutschland kennt man Gibbsit bisher aus der Grube „Haus Württemberg“ bei Freudenstadt und dem Steinbruch „Michelsberg“ am Katzenbuckel in Baden-Württemberg; aus der Grube Glücksrad bei Oberschulenberg in Niedersachsen; den Kupfergruben bei Marsberg und dem Grubenverbund Eisenzecher Zug bei Eiserfeld in Nordrhein-Westfalen; am Schellkopf bei Brenk, bei Bad Ems und in der Grube Friedrichssegen bei Frücht in Rheinland-Pfalz sowie im Steinbruch Bärenstein und der Grube „Deutschlandschacht“ bei Oelsnitz/Erzgeb. in Sachsen.
In Österreich fand man das Mineral unter anderem in einem Graphit-Steinbruch bei Amstall und Trandorf in Niederösterreich; am Grieswies-Schwarzkogel in der Goldberggruppe, bei Weitwörth (Oberndorf bei Salzburg) und am Untersberg in Salzburg; am Brandberg bei Leoben in der Steiermark sowie bei Zirl in Tirol.
Weitere Fundorte liegen unter anderem in Ägypten, Albanien, Argentinien, Australien, Belgien, Bolivien, Brasilien, China, der Demokratischen Republik Kongo (Zaire), der Dominikanischen Republik, Ecuador, Frankreich, Griechenland, Grönland, Guinea, Guyana, Indien, Indonesien, Iran, Irak, Irland, Israel, Italien, Jamaika, Japan, Kambodscha, Kamerun, Kanada, Kasachstan, Kolumbien, Kuba, Luxemburg, Madagaskar, Malaysia, Mauretanien, Namibia, den Niederlanden, Neuseeland, Nigeria, Norwegen, Peru, Polen, Rumänien, Schweden, Serbien, den Seychellen, der Slowakei, Spanien, Südafrika, Sudan, Surinam, Tschechien, Ungarn, im Vereinigten Königreich (England, Wales).

## Verwendung
Das Verbundmaterial Corian (Markenname von Dupont) besteht zu etwa 66 % seines Gewichts aus sehr feinkörnigem Gibbsit als Füllstoff und zu etwa 33 % aus Polymethylmethacrylat (PMMA), das die Matrix bildet. Corian wird zur Gestaltung von nicht-porösen, fugenlosen Oberflächen in Küchen, Labors und Krankenhäusern insbesondere für Arbeitsflächen verwendet.